# Дзанніс Дзаннетакіс
Дзанніс Дзаннетакіс (грец. Τζαννής Τζαννετάκης; нар. 13 вересня 1927, Гітіо, Пелопоннес — пом. 1 квітня 2010, Афіни) — грецький політик, міністр закордонних справ Греції, прем'єр-міністр Греції у період політичної кризи 1989 року.

## Кар'єра
Служив у лавах військово-морських сил Греції. Після закінчення військово-морської академії — морський офіцер, комендант канонерського човна «Лакос», а пізніше — підводного човна. 1967 року після здійснення перевороту хунтою на чолі з Георгіосом Пападопулосом звільнився з військової служби на знак протесту проти нової влади «чорних полковників».
За це Дзанніс Дзаннетакіс був заарештований, відтак у період 1969—1971 років перебував під арештом, потім емігрував. Після падіння військового режиму та відновлення демократії в 1974 року вступає до лав партії Нова демократія. Був одним з перших її членів. У 1977—1981 роках обіймав посаду міністра громадських робіт, туризму і оборони. У 1977—2007 роках — депутат Грецького парламенту від партії Нова Демократія.
2 липня 1989 року Дзанніс Дзаннетакіс очолив уряд Греції у складі «Нової Демократії» і лівої партії Сінаспізмос, проте коаліційний кабінет виявився нежиттєздатним, і 12 жовтня того ж року Дзаннетакіс залишив посаду прем'єр-міністра разом із посадою голови МЗС Греції.
У 1989—1990 роках — міністр оборони, міністр культури і спорту. У 1990—1993 роках був заступником голови уряду Греції за прем'єр-міністра Константіноса Міцотакіса. Був членом парламенту Греції до вересня 2007 року, коли оголосив про свій намір завершити політичну діяльність.
Дзанніс Дзаннетакіс помер 1 квітня 2010 року у віці 83 років в афінській приватній клініці «Еррікос Дінан».